# The Wrong Place
«The Wrong Place» («Неправильне місце») — пісня бельгійського гурту Hooverphonic. Представлятиме Бельгію на Євробаченні 2021 року в Роттердамі, Нідерланди, після внутрішнього відбору національними телерадіокомпаніями Vlaamse Radio-Televisieomroeporganisatie (VRT) та Radio Télévision Belge de la Communauté Française (RTBF).

## Конкурс пісні Євробачення

### Внутрішній відбір
20 березня 2020 року VRT та RTBF оголосили бельгійський гурт Hooverphonic представником країни на Євробаченні 2021.

### На Євробаченні
65-й конкурс Євробачення відбудеться в Роттердамі, Нідерланди, і складатиметься з двох півфіналів 18 травня та 20 травня 2021 року та фіналу 22 травня 2021 року Згідно з правилами Євробачення, всі країни-учасниці, крім країни-господарки та країн Великої п'ятірки, що складається з Франції, Італії, Іспанії, Німеччини та Великої Британії, повинні кваліфікуватися з півфіналів, аби виступити у фіналі (10 країн з кожного півфіналу). 17 листопада 2020 року оголосили, що Бельгія виступить у другій половині першого півфіналу конкурсу.

## Чарти
| Чарт (2021)                 | Пікова позиція |
| --------------------------- | -------------- |
| Бельгія (Ultratop Flanders) | 7              |